# Erleichterte Variation
Die Theorie der erleichterten Variation (engl.: Theory of Facilitated Variation) ist ein Erklärungsmodell, das sich als Ergänzung der Evolutionstheorie versteht und sich mit der Beschaffenheit der Variation in der Evolution befasst.
Diese Theorie wurde im Jahr 2005 von Marc Kirschner, Gründer und Vorsitzender des Fachbereichs Systems Biology der Harvard Medical School, und John Gerhart, Professor an der University of California, Berkeley, in ihrem Buch The Plausibility of Life veröffentlicht (deutscher Titel: Die Lösung von Darwins Dilemma).

## Zusammenfassung
Ausgangspunkt ist zunächst die Feststellung, dass nicht alles im Laufe der Evolution dem Wandel unterliegt, sondern es eine Reihe „konservierter Kernprozesse“ (conserved core processes) gibt, wie beispielsweise die grundlegende Informationsverarbeitung der DNA, RNA und die Proteinbiosynthese. Weiterhin werden die molekularbiologischen Prozesse betrachtet, die für die Abhängigkeit der phänotypischen von der genotypischen Variation relevant sind. Dabei werden drei Aspekte hervorgehoben, die eine Evolvierbarkeit und die Entstehung von Neuem erleichtern:
- Schwache regulatorische Kopplung (weak regulatory linkage): Dabei handelt es sich um eine Form der Regulation, die leicht entwickelt und verändert werden kann, um die konservierten Kernprozesse in anderer Zusammenstellung miteinander zu koppeln. Das regulatorische Signal liefert dabei wenig Information, der Empfänger selbst ist „maximal informiert“, d. h. das Signal wählt lediglich eine der vorgesehenen Antworten des Empfängers aus. Dies wird auch als permissive Wechselwirkung bezeichnet.
- Exploratives Verhalten oder Erkundungsverhalten (exploratory behaviour): Dabei handelt es sich um adaptives Verhalten gewisser zellulärer und entwicklungsphysiologischer Kernprozesse, die grob nach dem Prinzip „Versuch und Irrtum“ arbeiten und auf diese Weise eine große Zahl spezifischer Zustände erzeugen können, von denen jeder durch physiologische Wechselwirkungen selektiv stabilisiert werden kann. Ein Beispiel hierfür sind Mikrotubuli, die bei der Mitose Kontakt mit den Chromosomen aufnehmen.
- Kompartimentierung: Die Ausbildung des Körperbauplans bei Tieren beginnt mit dem phylotypischen Stadium während der Embryonalentwicklung, während dessen die räumlich definierte Expression von Selektorgenen und in Folge davon die Sezernierung von Signalproteinen erstmals erfolgt. Diese „unsichtbare Anatomie“ selbst ist für jeden Tierstamm konserviert, bedingt aber in Verbindung mit der schwachen regulatorischen Kopplung unabhängige Reaktionsräume im Körper und ermöglicht so eine hohe Anpassungsfähigkeit der sichtbaren Anatomie.